# Clearco de Regio
Clearco (en griego: Κλέαρχος, romanizado: Klearkhos) fue un escultor de bronce de Regio (actual Regio de Calabria ) en la  Magna Grecia,  activo en la época de Mirón y Policleto, y aprendiz de Dédalo.
Según Pausanias, a la derecha de la Calcieco de Esparta hay una imagen en bronce de Zeus Hípato, su única obra registrada. No fue fundida, sino hecho de placas de metal martilladas  y luego remachadas entre sí.  Según Pausanias, hizo la imagen Clearco,  que unos dicen que era discípulo de Dipeno y Escilis, y otros del Dédalo. Sin embargo, Pausanias comenta en otro pasaje que era discípulo de Euquiro de Corinto, a su vez discípulo de Siagras y Cartas, espartanos, y que era maestro de Pitágoras de Regio.